# Izbište, Banatul de Sud

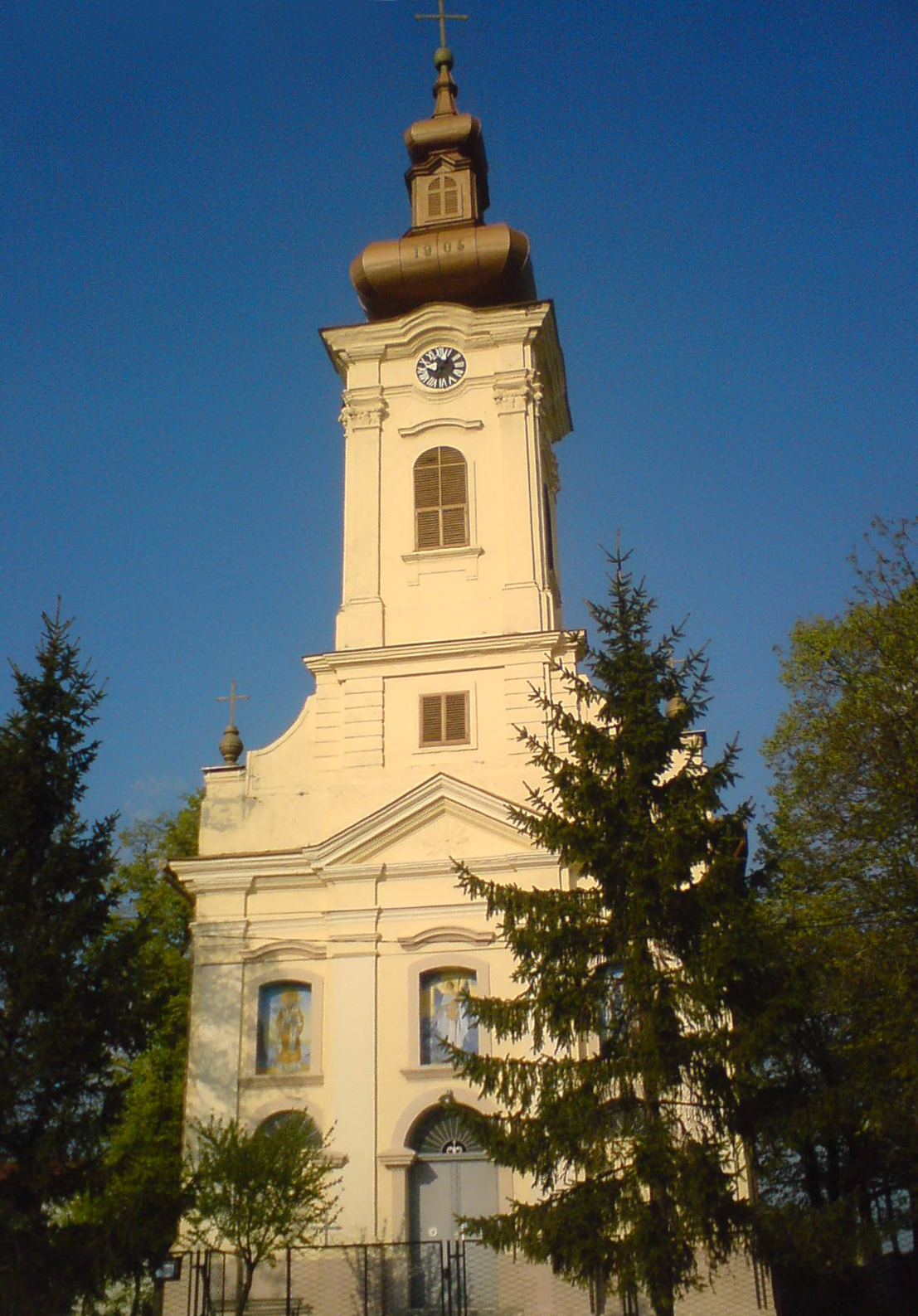
Biserica Ortodoxă din Izbište

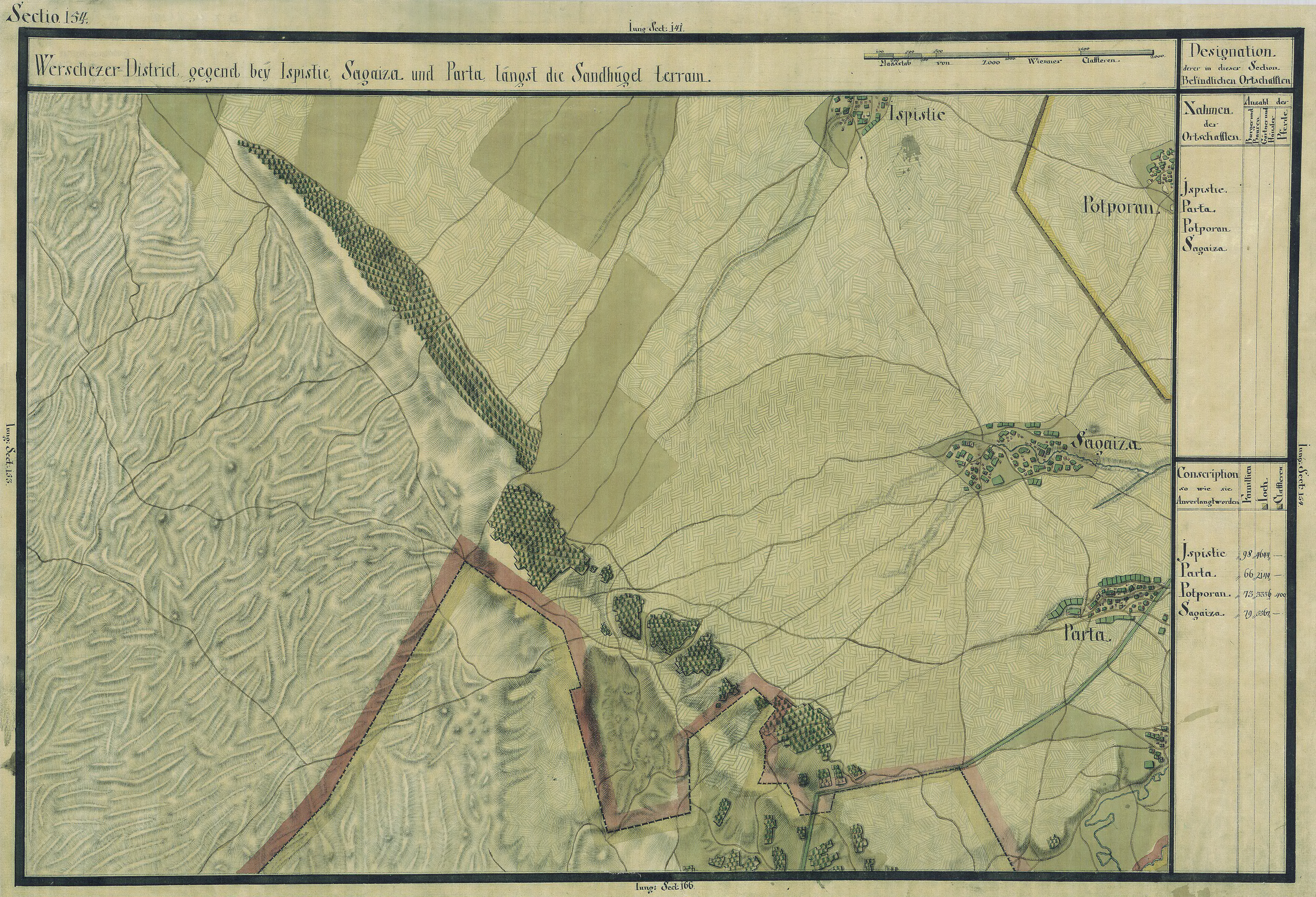
Izbište în Harta Iosefină a Banatului, 1769-72

Izbište (Избиште,
maghiară Izbiste, germană Izbischte, română Izbiște sau Isbiște) este o localitate în Districtul Banatul de Sud, Voivodina, Serbia. Localitatea aparține de municipiul Vârșeț și a avut o populație de 1.728 de persoane în 2002, majoritatea fiind sârbi.
1. ↑  , Republicki geodetski zavod[*] http://web.archive.org/web/20160530172604/http://www.rgz.gov.rs/upload/web/Spisak%20KO-20150521.zip, arhivat din original la 30 mai 2016 Lipsește sau este vid: |title= (ajutor)